# Kaifūsō

Le Kaifūsō (懐風藻) est la plus ancienne anthologie de poèmes chinois écrits par des auteurs japonais. Compilé par un ou plusieurs auteurs inconnus en 751, il est écrit dans l'élégant style de poésie populaire en Chine au VIIIe siècle. La plupart des poètes sont des princes et des régents de haut rang. Dix-huit des poètes du Kaifūsō, dont le prince Ōtsu, sont également présents dans l'anthologie plus tardive, le Man'yōshū.
Dans les brèves présentations des poètes, l'auteur inconnu semble montrer de la sympathie pour l'empereur Kōbun et ses régents qui sont renversés en 672 par l'empereur Temmu après seulement huit mois de règne. L’œuvre est de ce fait traditionnellement attribuée à Awami Mifune, un arrière petit-fils de l'empereur Kōbun.
Il y a 120 poèmes écrits en chinois par 64 poètes différents. Les poèmes auraient été écrits de la fin du VIIe siècle au début du VIIIe siècle par des fonctionnaires de la cour ou des moines bouddhistes. Le style est influencé par celui du début de la dynastie Tang.
À l'époque où est rédigé le Kaifūsō, la poésie chinoise tient dans le monde littéraire japonais une plus haute place que les wakas et les caractères chinois sont utilisés pour la rédaction des documents officiels. La plupart des œuvres recueillies sont lues en public.